# Nokia 6060
Nokia 6060 — стільниковий телефон фірми Nokia, випущений в червні 2005 року і з'явився на ринку у вересні того ж року. Відноситься до лінійки телефонів «мода і стиль».

## Характеристики
Телефон-розкладачка, у закритому вигляд має розміри 85×44×24 мм, вагу 91.7 грами. Корпус моделі повністю виготовлений із пластику. Покриття корпусу лаковане, на передній та задній стороні є вставки «під метал». На лицьовій панелі центру під написом Nokia розташовується досить великий проріз, в якому знаходиться індикатор червоного кольору. На бічних поверхнях немає елементів. На верхньому торці знаходиться динамік для відтворення сигналу дзвінка, а на нижньому знаходиться роз'єм для підключення зарядного пристрою, роз'єм для підключення гарнітури та отвір для кріплення шнурка.
Відкривши апарат, можна побачити TFT-дисплей з роздільною здатністю 128х160 пікселів (28х36 мм), який здатний відображати до 65000 кольорів. В оформленні внутрішньої частини апарату присутні елементи з покриттям «під метал», це окантування дисплея, накладка динаміка і оформлення клавіатури. Клавіатура телефону виконана із пластику, навігаційний блок складається з великої чотирипозиційної клавіші з вписаною в неї кнопкою «Ок». Дві функціональні клавіші та кнопки прийому та відхилення дзвінка об'єднані в один блок, який розташовується рамкою навколо навігаційної клавіші. Цифрові клавіші невеликі за розміром, розташовані горизонтальними рядами впритул один до одного. Кожен блок цифрових клавіш має сріблясту окантовку. Підсвічування клавіатури білого кольору рівномірно розподілене по всій поверхні.
Практично всю задню поверхню займає кришка акумуляторного відсіку. Під кришкою розташовується літій-іонна батарея ємністю 760 мАг; за даними виробника, з нею апарат здатний пропрацювати до 260 годин у режимі очікування та до 2.5 годин у режимі розмови.
У телефоні близько 2,8 Мб вбудованої пам'яті. Вона динамічно витрачається між іграми, програмами, картинками, рингтонами, темами меню та іншими додатками.

## Функції
- MMS і SMS
- функція Expense Manager
- функції планування часу: календар, замітки, органайзер
- XHTML-браузер і можливість працювати з електронною поштою
- мелодії виклику в форматі МР3
- мерехтливе підсвічування і хромована панель[5]

## Галерея

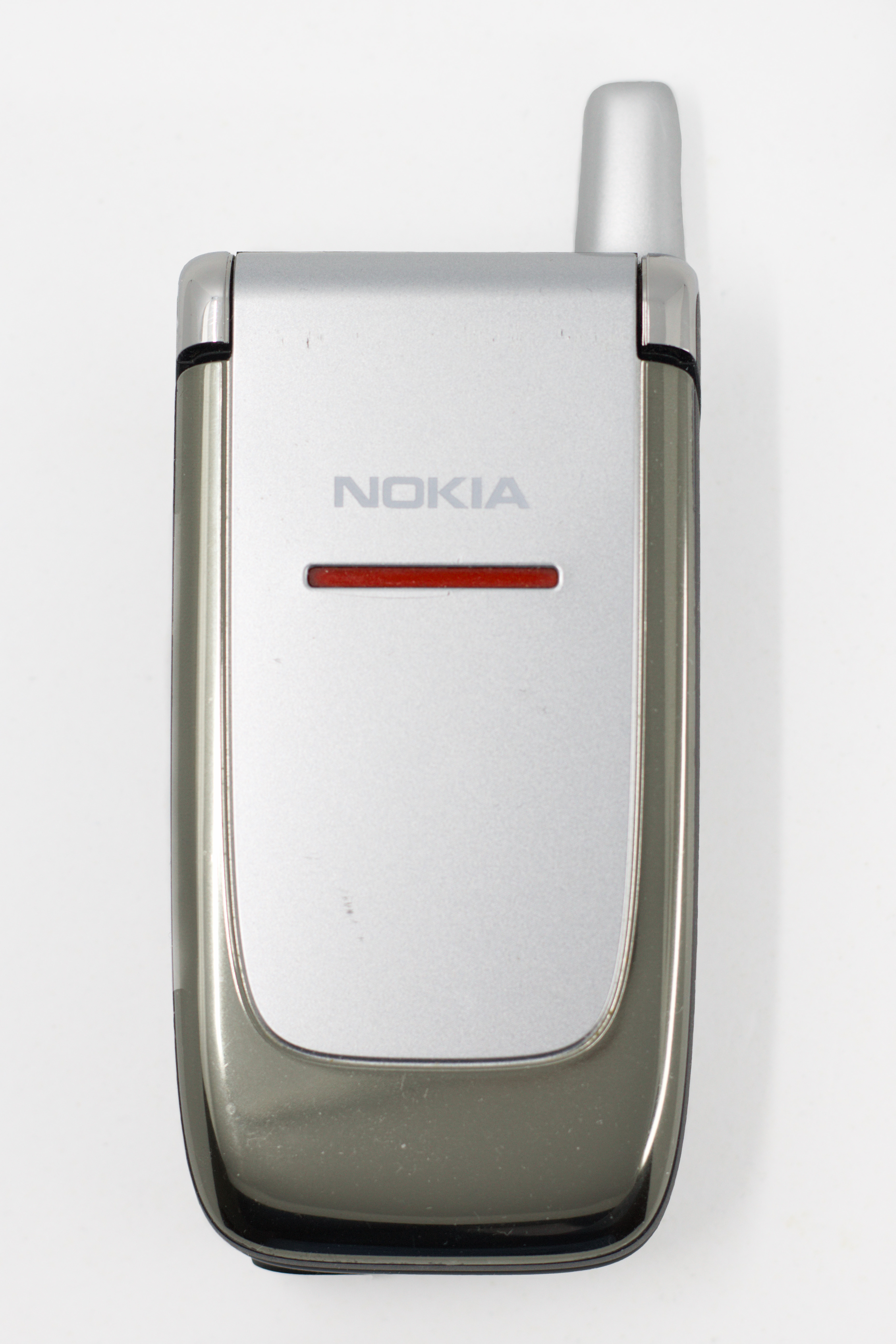
Телефон у закритому вигляді
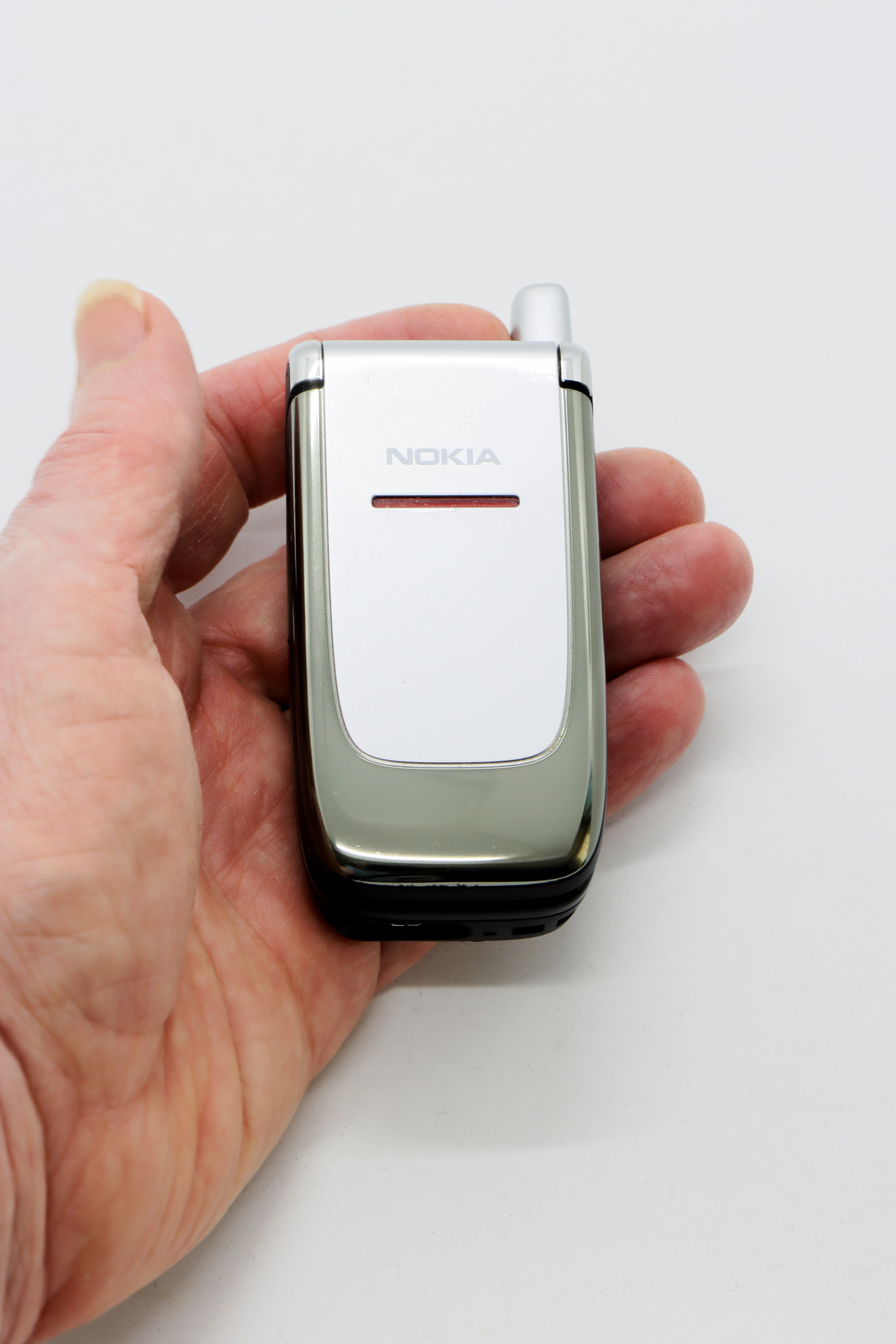
Закритий телефон у руці
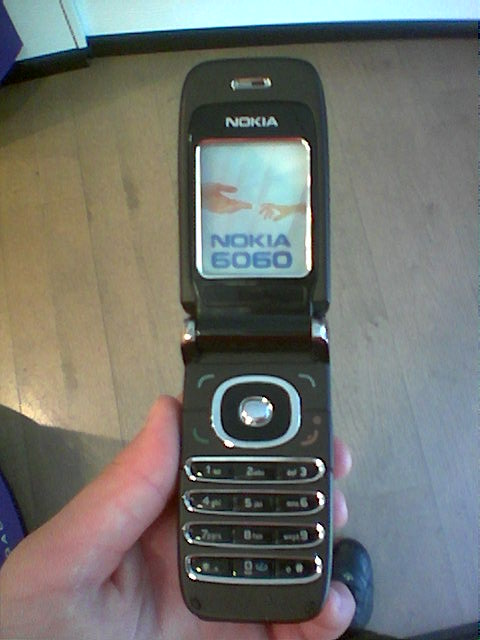
Відкритий телефон у руці
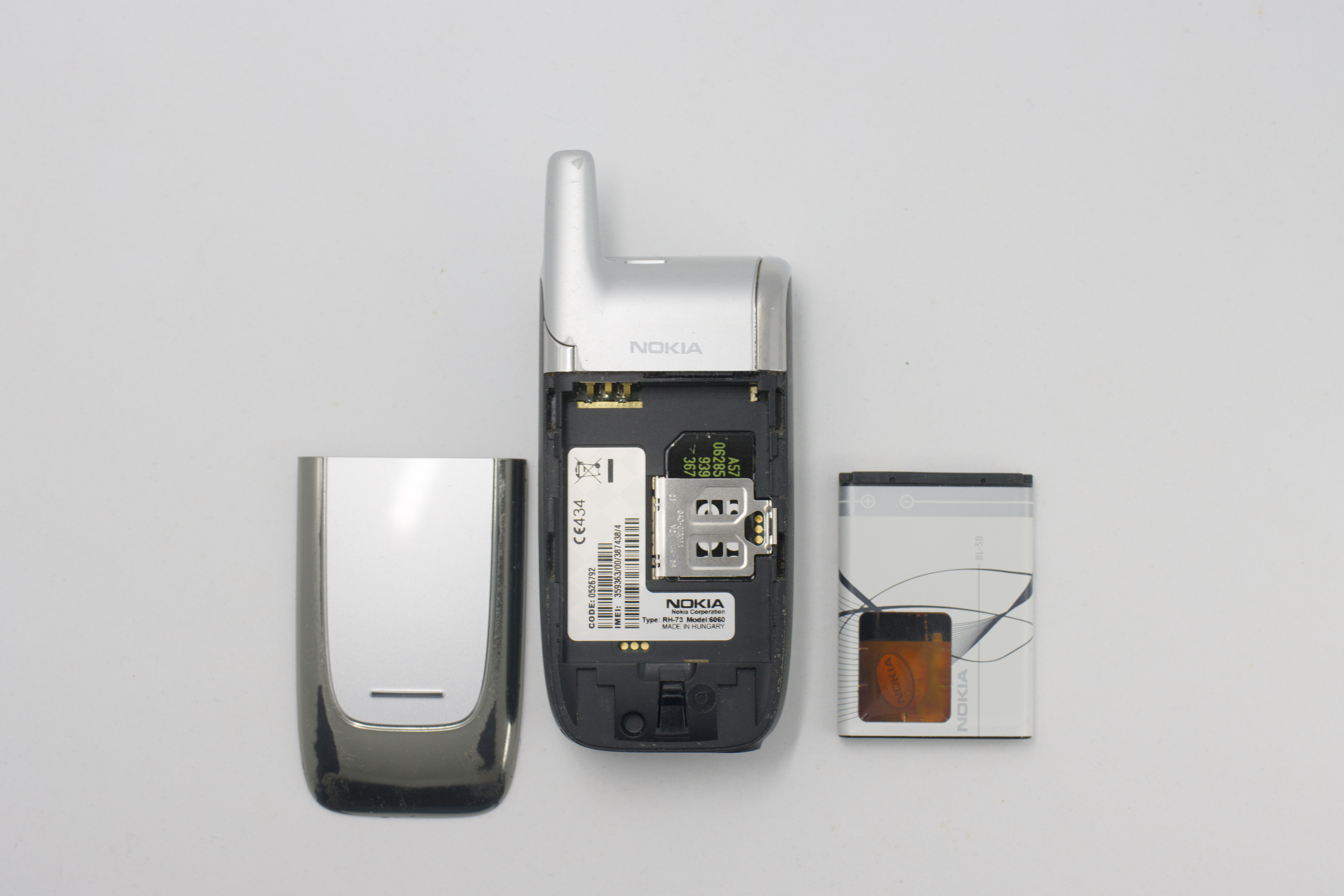
Задня панель із витягнутим акумулятором
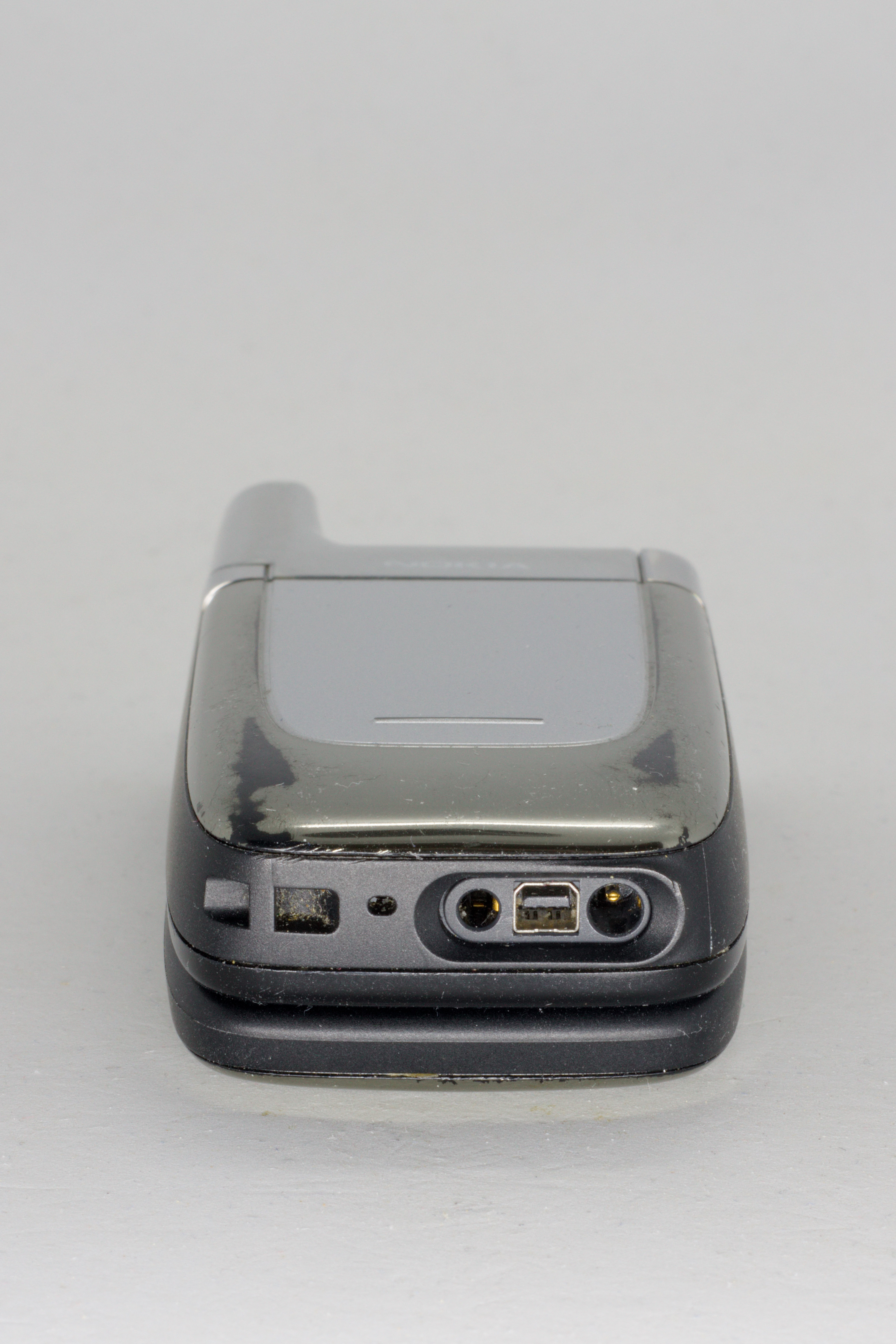
Нижня панель з роз'ємами